# Мацунага, Иосиф Хисадзиро
Иосиф Хисадзиро Мацунага (яп. ヨゼフ松永久次郎 ёдзэфу мацунага хисадзиро:) (7.03.1930 г., Япония — 2.06.2006 г., Фукуока, Япония) — католический прелат, епископ Фукуоки с 6 октября 1990 года по 2 июня 2006 год.

## Биография
22 декабря 1956 года был рукоположён в священника.
10 ноября 1977 года Римский папа Павел VI назначил Иосифа Хисадзиро Мацунагу вспомогательным епископом Нагасаки и титулярным епископом Умбриатики. 5 февраля 1978 года состоялось рукоположение Иосифа Хисадзиро Мацунаги в епископа, которое совершил апостольский пронунций в Японии архиепископ Марио Пио Гаспари в сослужении с архиепископом Нагасаки Иосифом Асадзиро Сатоваки и архиепископом Токио Петром Сэйити Сираянаги.
2 июня 2006 года Иосиф Хисадзиро Мацунага скончался в городе Фукуока.